# Fatalisme

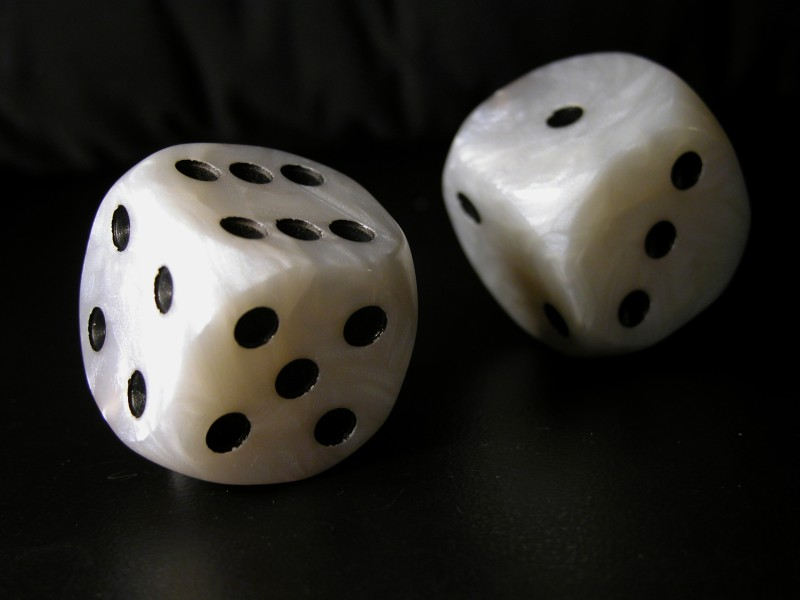
Het fatalisme stelt dat elke daad in je leven, elke worp met de dobbelsteen, al op voorhand bepaald is.

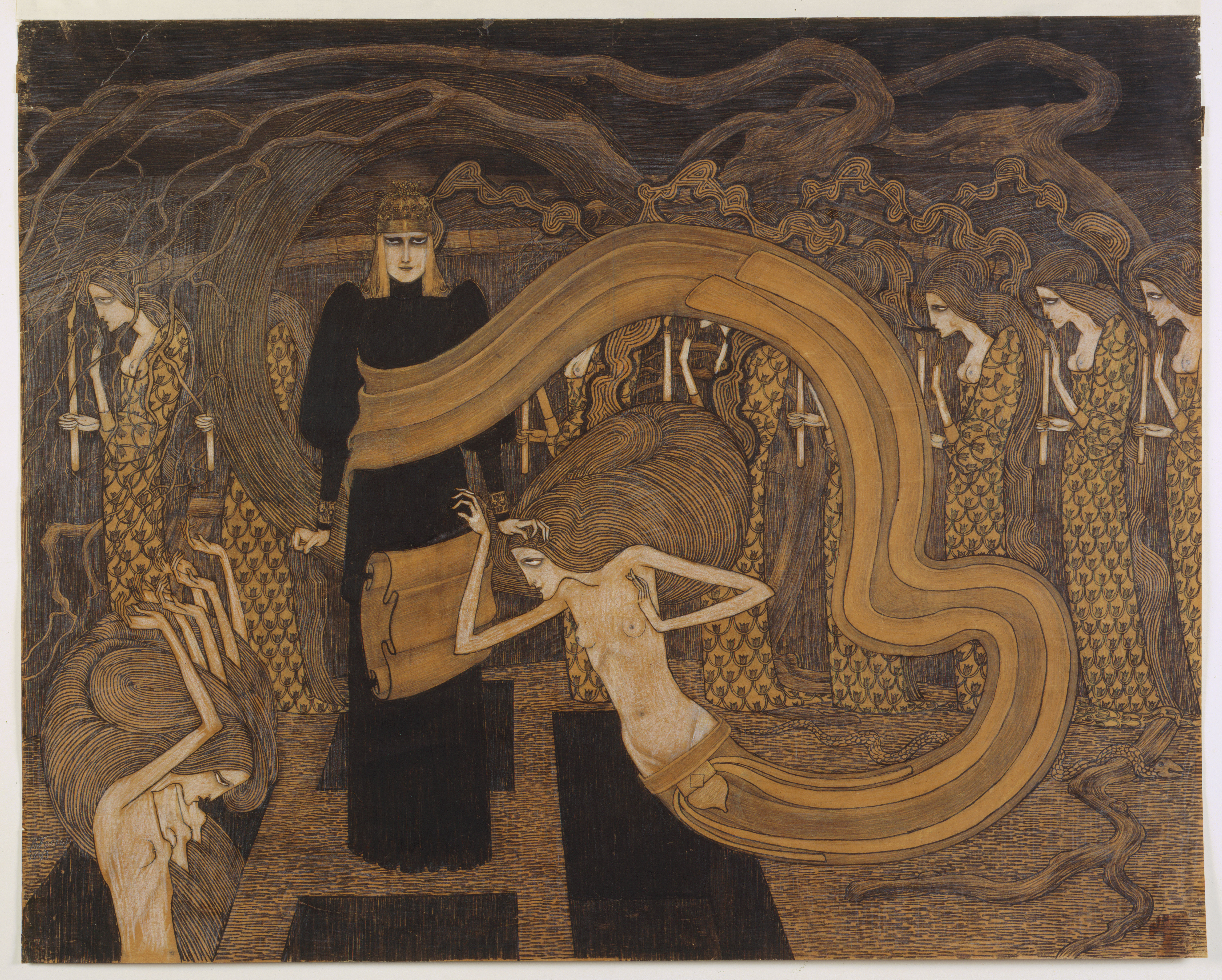
Jan Toorop, Fatalisme, 1893 (Kröller-Müller Museum)

Het fatalisme is de leer die aanneemt dat de mens geen enkele invloed heeft op zijn lot. Met andere woorden is het fatalisme het geloof dat elke handeling en elke daad in het leven van de mens al bepaald is door het lot en dus al op voorhand vastligt. Het is dus in zekere mate verbonden met het idee van het determinisme. De naam is afgeleid van het Latijnse woord fatum, wat lot betekent.
Onder fatalisme verstaat men ook de bereidheid om dit beeld te aanvaarden, en dus de consequenties van zo'n vastgelegde wereld te aanvaarden. In het calvinisme zijn bepaalde denkrichtingen aan te wijzen die de predestinatieleer vervormen tot religieus fatalisme. Fatalisme kan in de klassieke oudheid onderscheiden worden bij een aantal stoïcijnen. Ook kan men naar het werk van de Duitse filosoof Friedrich Nietzsche wijzen, die het concept van amor fati uitwerkt: liefde voor het lot. Men moet de wereld zien zoals hij is, zowel in zijn goede als slechte kant, accepteren en omhelzen, en ervoor kiezen tot in de eeuwigheid.

## Filosofische argumentatie
Deze stelling van het fatalisme komt regelmatig aan bod in het werk van verscheidene filosofen. Zo behandelen bijvoorbeeld Aristoteles, Augustinus van Hippo en Thomas van Aquino dit onderwerp. Bij Aristoteles staat dit bekend als het "zeeslagargument". Hij schrijft:
Want als elke bevestiging of ontkenning oftewel waar oftewel fout is, dan is het noodzakelijk voor eender wat dat het of het geval is, of niet het geval. Als een persoon immers zegt dat het het geval, en de ander ontkent ditzelfde, dan is het noodzakelijk dat een van hen de waarheid spreekt - als elke bevestiging of waar of fout is; beide kunnen immers niet tegelijk onder dezelfde omstandigheden het geval zijn. [...] Ik bedoel, bijvoorbeeld: het is noodzakelijk dat er morgen oftewel een zeeslag zal plaatsvinden of niet, maar het is niet noodzakelijk voor een zeeslag dat hij morgen plaatsvindt, noch dat hij niet plaatsvindt - maar het is noodzakelijk dat hij óf wel of niet plaatsvindt.
In feite komt het argument vaak in de volgende structuur terug: 

P1: Als het nu waar is dat p, dan is het noodzakelijk dat p.

P2: Als het nu waar is dat niet-p, dan is het noodzakelijk dat niet-p.

P3: Het is nu waar dat p of niet-p.

C1: Het is noodzakelijk dat p of noodzakelijk dat niet-p. (Constructief dilemma, P1, P2, P3)

In feite is het argument dus niet geheel geldig omdat de conclusie onwaar is (dat p noodzakelijk waar zou zijn, impliceert dat niet-p niet mogelijk is). Het probleem is er voornamelijk door een dubbelzinnigheid in de premissen. Je kan de premissen op twee manieren interpreteren: als "het is noodzakelijk waar dat als X, dan Y." of als "Als X dan noodzakelijk Y." Als men het echter op de eerste manier interpreteert, dan volgt de conclusie er niet uit. Als je het op de tweede wijze interpreteert echter, dan veronderstelt het al een fatalistisch beeld en is dus een cirkelredenering.

## Literaire voorbeelden

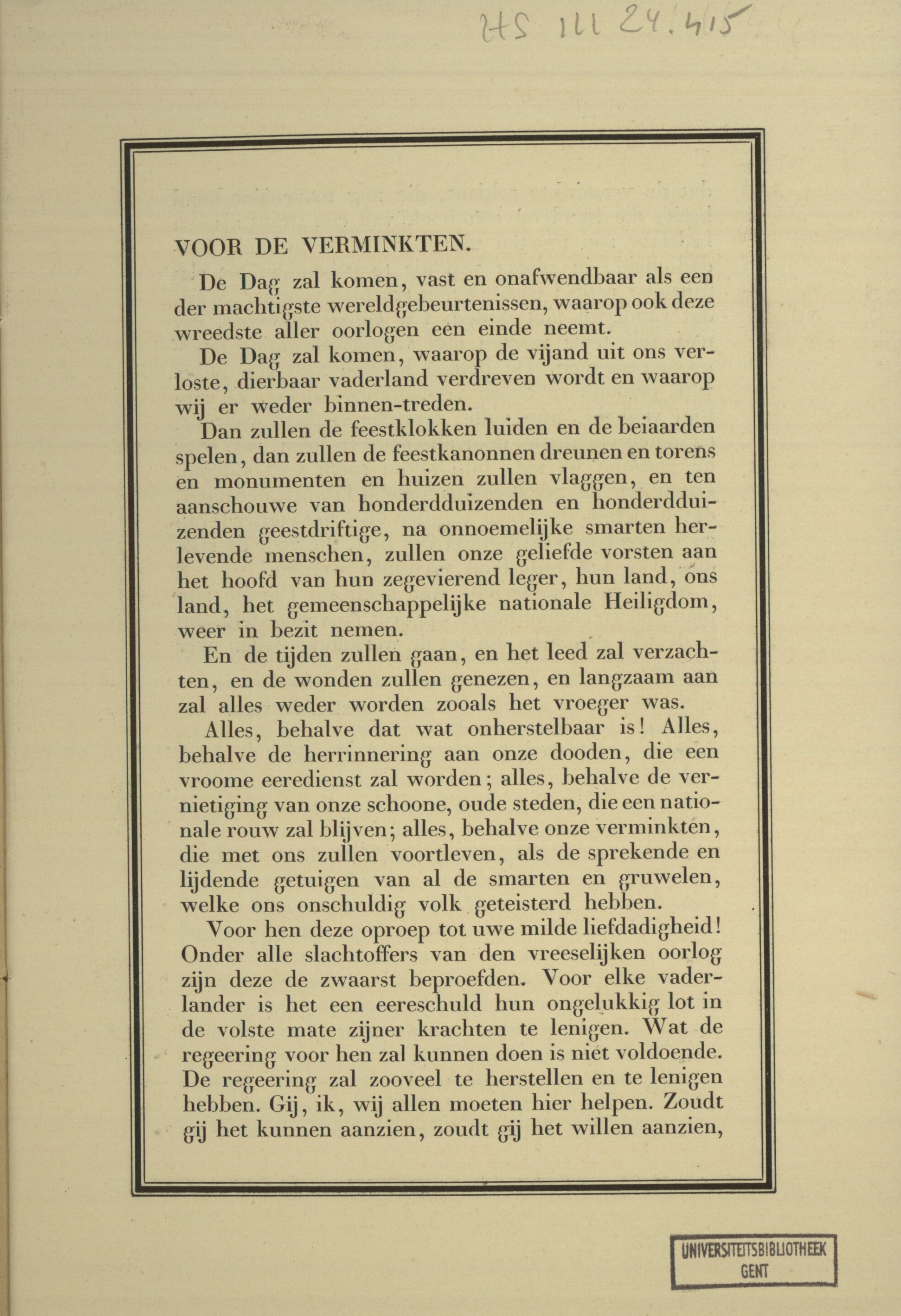
Fragment uit het fatalistische boek "Voor de verminkten". Geschreven door Cyriel Buysse in het begin van de 20ste eeuw.

Ook in de literatuur is het fatalisme een bekende stroming. Al in de oudheid speelde fatalisme een rol in het werk van de klassieken en ook in de 17e-eeuwse literatuur is het noodlot een terugkerend thema, onder meer in de tragedie: is de mens onderworpen aan Gods voorzienigheid of handelt hij uit vrije wil?
Vooral in het naturalisme speelt het noodlot als fatale macht een grote rol, op zijn minst als discussiepunt. Onder invloed van het positivisme werd het fatalisme in de 19e eeuw vooral begrepen als een noodlottige onderworpenheid aan wetten van afkomst, milieu en omstandigheden (determinisme). Dit pessimistische wereldbeeld vindt men terug in het werk van naturalisten als Louis Couperus (bijvoorbeeld Noodlot, 1890), Marcellus Emants (Een nagelaten bekentenis, 1894), Gustaaf Vermeersch (De last, 1904) en Cyriel Buysse. In deze romans wordt de onvermijdelijke ondergang van de personages in de eerste plaats verklaard uit de onmacht om zich tegen deze bepalende omstandigheden te verzetten. Dat het fatalisme onderwerp van discussie was blijkt onder andere uit het feit dat andere naturalisten er nu juist van uitgaan dat de mens een vrije wil bezit. Zola bijvoorbeeld betoogt dat juist kennis van de determinerende omstandigheden in staat stelt om de toekomst van mens en maatschappij gunstig te beïnvloeden.